# Remix (Literatur)
Der Remix (deutsch Neuabmischung) ist ein aus der modernen Musik für die Literatur adaptiertes Konzept. Der Remix wird in der interaktiven Literatur und der experimentellen Linguistik verwendet. Das Nebeneinanderstellen verschiedener Versionen von Texten ermöglicht die Übertragung von Multimodell-Theorien auf die Literatur. Ein Wiki kann als ideales Trägermedium angesehen werden.
Die stilistische Wurzel des Remix in der Literatur ist der Cut-up des Beatpoeten William S. Burroughs sowie dessen Apologie bei Robert Anton Wilson. Ein gegenwärtiger Vertreter ist Crauss.
Parallelen zum Remix gibt es in der Montage- bzw. Collagetechnik, wie sie beispielsweise in Dos Passos’ Großstadtroman Manhattan Transfer und im Futurismus verwendet wurden.